# Lhok Pusong
Lhok Pusong is een bestuurslaag in het regentschap Pidie Jaya van de provincie Atjeh, Indonesië. Lhok Pusong telt 411 inwoners (volkstelling 2010).